# Ptychoptera camerounensis
Ptychoptera camerounensis är en tvåvingeart som beskrevs av Alexander 1921. Ptychoptera camerounensis ingår i släktet Ptychoptera och familjen glansmyggor. Inga underarter finns listade i Catalogue of Life.